# Château de Juellinge
Le château de Juellinge (Juellinge slot) est un château danois situé dans l’île de Lolland dans la paroisse de Halsted (ancien district de Maribo). Il est à la tête d’un domaine agricole de 2 251 hectares.

## Historique
Le domaine de Halsted est cité comme bien de la couronne danoise en 1231. Il est donné en 1305 aux bénédictins qui y construisent une abbaye. Celle-ci est démantelée lorsque le Danemark passe à la Réforme en 1536 et ses terres reviennent à la couronne.
Un manoir est construit entre 1589 et 1591 par Hans von Andorf. Les terres sont gérées et exploitées par diverses familles pour le compte des princes et sont finalement cédées en 1721 par le roi Frédéric V au baron Jens Juel-Vind, neveu de l’amiral Niels Juel, qui les exploitait depuis 1718. Son épouse, née Ide Helle Margrethe Krag en hérite en 1726. Son fils, le baron Jens Krag-Juel-Vind en hérite à son tour en 1738, fait aménager un jardin à la française autour du château en 1740, avec des allées de tilleuls, puis les terres sont gérées en 1778 par son épouse, née Sophie Magdelene von Gram. Son fils, le baron Frederik Carl Krag-Juel-Vind, en devient propriétaire en 1799, ainsi que des immenses domaines de Frijsenborg, puis ses descendants les comtes Krag-Juel-Vind-Frijs, jusqu’aujourd’hui.
Le manoir actuel en style pseudogothique est bâti entre 1847 et 1849 pour le comte Frederik Julius Krag-Juel-Vind-Frijs avec des pignons à échelons caractéristiques de ces contrées. Juste à côté se trouve l’église du domaine où reposent les membres de la famille, et de l’autre côté un long bâtiment de briques, restes de l’ancienne époque. L’actuel propriétaire est le comte Mogens Ehrard Frederik Krag-Juel-Vind-Frijs depuis 1959. Le domaine n’est plus fideicommis (c’est-à-dire bien passant en ligne masculine par primogéniture) depuis les nouvelles lois d’après la Première Guerre mondiale et la baronnie domaniale de Juellinge a été supprimée en 1919. Elle comprenait les domaines d’Ørbygård, de l’abbaye de Halsted, d’Haugård et de Stensgård. 
Le parc du château, redessiné en style paysager en 1860, est ouvert au public du 1er avril au 1er octobre. Il y a vingt-huit maisons et fermes dans le domaine.